# اعتقال بافيل بيرنيكاش
اعتقال بافيل بيرنيكاش هو ناشط حقوق إنسان بيلاروسي أُعتقل في 7 أبريل 2022. يبلغ من العمر 30 عامًا ومحرر ويكيبيديا، حُكم عليه بالسجن لمدة عامين بتهمة تشويه سمعة جمهورية بيلاروسيا، من خلال إجراء تعديلين على ويكيبيديا حول القمع السياسي في بيلاروسيا ونشر مقال واحد على ويكيبيديا، على موقع إلكتروني لمنظمة حقوقية تتناول موضوع التعذيب والقتل خارج نطاق القضاء في مراكز الاحتجاز البيلاروسية. وبعد أيام من سجنه، اعترفت به منظمات حقوق الإنسان البيلاروسية كسجين سياسي.

## خلفية
درس بافيل ألكسندروفيتش بيرنيكاو في جامعة أ.س. بوشكين بريست الحكومية. في عام 2013، شارك في مسابقة الأعمال الطلابية بمناسبة الذكرى العشرين للمؤتمر العالمي لحقوق الإنسان، وحصل على دبلومة من مكتب الأمم المتحدة في بيلاروسيا.
كان بيرنيكاو منخرطًا في نشاط حقوق الإنسان في منطقة بريست. عمل مع القسم البيلاروسي للجمعية الدولية لحقوق الإنسان، واعتبارًا من عام 2021، أصبح رئيسًا لخدمتها الصحفية. أجرى بيرنيكاو أكثر من 84000 تعديل على ويكيبيديا من عام 2014 إلى عام 2021، مع التركيز على تغطية اضطهاد الصحفيين والمنافذ الإعلامية من قبل الحكومة البيلاروسية، مثل الصحفي المعتقل في كومسومولسكايا برافدا، وتوت. بقلم الصحفية كاتسيارينا باريسيفيتش. في عامي 2020 و2021، نشر بيرنيكاو على حساباته على وسائل التواصل الاجتماعي مواد حول اضطهاد وسائل الإعلام البيلاروسية المستقلة مثل نوفي تشاس، وانتكس برس، وبريستسكايا جازيتا، حول الصحفيين البيلاروسيين الذين يعملون في المنفى بعد إجبارهم على الفرار من بيلاروسيا. توقفت منشوراته على وسائل التواصل الاجتماعي في خريف عام 2021. في ديسمبر 2021، تم حظر حساب بيرنيكاو على ويكيبيديا للاشتباه في تعرضه للاختراق بعد استخدامه لإجراء سلسلة من التعديلات لإزالة المعلومات حول قمع الصحفيين في بيلاروسيا.

## الملاحقة القضائية
في 28 مارس 2022، أفاد مكتب المدعي العام الإقليمي في بريست أن القضية الجنائية الخاصة بـ "مقيم عاطل عن العمل يبلغ من العمر 30 عامًا في بريست" قد تم تحويلها إلى المحكمة، بتهمة "ارتكاب أعمال تشوه سمعة جمهورية بيلاروسيا"، وهو انتهاك للمادة 369-1 من القانون الجنائي في بيلاروسيا، يعاقب عليها بالسجن لمدة تصل إلى أربع سنوات. زعم المدعون العامون أنه في الفترة من 29 ديسمبر 2020 إلى 30 أبريل 2021، قام المتهم عمدًا بنشر "معلومات كاذبة حول تورط السلطات البيلاروسية في جريمة قتل الصحفية فيرونيكا تشيركاسوفا في أكتوبر 2004، وكذلك في تعذيب وقتل أشخاص".
وفي اليوم التالي، 29 مارس2022، عقدت محكمة بريست الإقليمية جلسة مغلقة لسماع شكاوى بيرنيكاو بشأن "الاحتجاز والإقامة الجبرية وتمديد فترة الاحتجاز والإقامة الجبرية، فضلاً عن الإيداع القسري في مستشفى الطب النفسي الشرعي.
بدأت محاكمة بيرنيكاو في 6 أبريل 2022 في محكمة منطقة موسكو في بريست، وفي المحاكمة، طلبت المدعية العامة إيلينا تيخانوفيتش الحكم على بيرنيكاو بالسجن لمدة عامين بناءً على ثلاثة انتهاكات مزعومة.
أولاً، اتهم المدعون بيرنيكاو بإضافة فقرة حول مقتل جينادي شوتوف ورفض السلطات البيلاروسية تحمل المسؤولية عن مقتل المتظاهرين المناهضين للحكومة إلى مقالة بيلاروسية على ويكيبيديا حول الوفيات المتعلقة باحتجاجات بيلاروسيا 2020-2021.
ثانيًا، اتهم المدعون العامون بيرنيكاو بإضافة ذكر لجريمة قتل الصحفية فيرونيكا تشيركاسوفا عام 2004 إلى مقالة بيلاروسية على ويكيبيديا حول الرقابة في بيلاروسيا. زعم المدعون العامون أنه بما أن ويكيبيديا لديها بالفعل مقال عن مقتل تشيركاسوفا، فإن إضافة بيرنيكاو للمعلومات إلى مقال منفصل كان يهدف إلى "تشويه سمعة" الدولة البيلاروسية.
ثالثًا، اتهم المدعون العامون برنيكاو بنشر مقال عن التعذيب والموت في المستعمرات الجزائية ومراكز الاحتجاز البيلاروسية على موقع الجمعية الدولية لحقوق الإنسان. وزعم المدعون العامون أن إضافة المعلومات إلى ويكيبيديا يشكل "تشويهًا" لسمعة بيلاروسيا، وذلك لأن إدارة تنفيذ العقوبات في بيلاروسيا أفادت بأنها حققت في الادعاءات ولم تتمكن من تأكيدها.
دفع بيرنيكاو بأنه غير مذنب. واعترف بإجراء التعديلات والنشر عبر الإنترنت، لكنه نفى أن يكون ذلك "يسيء إلى سمعة جمهورية بيلاروسيا" في انتهاك للقانون.
في 7 أبريل 2022، وجد القاضي يوجين بريجان أن بيرنيكاو مذنب بتهمة "تشويه سمعة جمهورية بيلاروسيا" في انتهاك للمادة 369-1 من القانون الجنائي البيلاروسي وقبل توصية المدعي العام، وحكم على بيرنيكاو بالسجن لمدة عامين في مستعمرة جزائية.
وفقًا لمركز فياسنا لحقوق الإنسان ، تم إطلاق سراح بيرنيكوف في 28 أغسطس 2023. 

## رد فعل
في 11 أبريل 2022، تم الاعتراف ببرنيكاو (مع 17 بيلاروسيا آخر) كسجين سياسي من قبل منظمات حقوق الإنسان البيلاروسية مركز فياسنا لحقوق الإنسان، والمبادرة القانونية، والرابطة البيلاروسية للصحفيين، دار حقوق الإنسان البيلاروسية.   وطالبوا بالإفراج الفوري عن برنيكاو وغيره من السجناء السياسيين في بيلاروسيا، وإنهاء الملاحقات الجنائية ضدهم.